# Eric Khoo
Eric Khoo (chinois : 邱金海) est un réalisateur, scénariste et producteur singapourien, né le 27 mars 1965 à Singapour, dont les films ont été présentés dans plusieurs festivals internationaux, et notamment au festival de Cannes.

## Biographie
Éric Khoo est né en mars 1965 à Singapour. Il s'intéresse très jeune au cinéma et tourne dès l'âge de huit ans de petits films avec une caméra Super 8 de ses parents. Cette passion le conduit ensuite à s'inscrire au City Art Institute de l'université de Nouvelle-Galles du Sud à Sydney, en Australie. Il est marqué par les westerns spaghetti, par Taxi Driver et par des cinéastes aussi divers qu'Aki Kaurismäki, Krzysztof Kieślowski, Shin'ya Tsukamoto et Steven Spielberg.
De retour à Singapour, il réalise en 1990 le court-métrage Barbie Digs Joe, qui devient le premier film singapourien à être présenté dans les festivals internationaux. Il poursuit avec August, qui gagne le prix du meilleur court métrage au festival international de Singapour, puis avec Carcass et Symphony 92.4. Mais ce n'est qu'avec Pain qu'il connaît véritablement le succès.
Il réalise ensuite ses deux premiers longs métrages, le drame psychologique Mee Pok Man en 1995 et 12 Storeys en 1997, qui lui permettent de s'imposer comme l'un des réalisateurs asiatiques les plus prometteurs. Il revient en 2005 avec Be with Me, très remarqué dans sa projection au Festival de Cannes dans le cadre de la Quinzaine des réalisateurs, puis en 2008 avec My Majic. Dès lors, il fait figure de « héros d'un nouveau cinéma de Singapour au sein duquel il officie autant comme cinéaste que comme producteur de la plupart de ses jeunes compatriotes ». Les longs métrages se succèdent ensuite, souvent tous les 3 ou 4 ans, avec notamment Tatsumi (film d'animation consacré à la vie d'un mangaka japonais, Yoshihiro Tatsumi), Hôtel Singapura en 2015, jusqu'à Yōkai, le monde des esprits en 2024, avec Catherine Deneuve,.
En 2019, il est président du jury international de la 25e édition du festival international des cinémas d'Asie de Vesoul.
Éric Khoo a également produit de nombreux clips musicaux et publicités pour la télévision.

## Filmographie

### Longs métrages
- 1995 : Mee Pok Man
- 1997 : 12 Storeys
- 2005 : Be with Me
- 2008 : My Magic
- 2011 : Tatsumi
- 2015 : 7 Letters, segment Cinema
- 2015 : Hôtel Singapura (In the Room)
- 2018 : La Saveur des rāmen (Ramen Teh)
- 2024 : Yōkai – le monde des esprits (Yūrei)

### Courts métrages et clips
- 1990 : Barbie Digs Joe
- 1991 : Hope and Requiem
- 1991 : August
- 1993 : Symphony 92.4 FM
- 1993 : The Watchman
- 1994 : Pain
- 2000 : Home VDO
- 2000 : Moments of Magic - clip
- 2006 : Talk to Her (film collectif) - segment No Day Off
- 2015 : 7 Letters (film collectif) - segment

## Distinctions
- Festival international de films de Fribourg 2009 : Regard d'or pour My Magic